# Plesiochrysa paessleri
Plesiochrysa paessleri är en insektsart som först beskrevs av Navás 1928.  Plesiochrysa paessleri ingår i släktet Plesiochrysa och familjen guldögonsländor. Inga underarter finns listade i Catalogue of Life.